# 楢原健三
楢原 健三（ならはら けんぞう、1907年6月30日 - 1999年8月14日）は、洋画家、日本芸術院会員。

## 経歴
東京市赤坂区生まれ。東京美術学校で藤島武二に師事。1930年在学中に「数寄屋橋風景」で帝展に初入選。戦後は示現会の創立に参加、理事長を務めた。1958年日展会員。1981年日本芸術院賞受賞、1988年日本芸術院会員。1993年には勲三等瑞宝章受章。

## 出演番組
- 絵画教室（NHK教育）

## 著書
- 油絵の制作 海を描く 海のある風景画技法 美術出版社 1978（新技法シリーズ）
- 楢原健三画集 ビジョン企画出版社 1995